# Саодатова, Асал
Асалбегим Саодатова (известна как Асал Саодатова; 4 ноября 1950, Рушанский район, ГБАО, Таджикская ССР — 4 апреля 2021, Душанбе, Таджикистан) — актриса таджикского театра и кино. Заслуженная артистка Таджикистана (1997), Народная артистка Таджикистана (2008).

## Биография
Асалбегим Саодатова родилась 4 ноября 1950 года в Рушанском районе. В 1971 году после окончания Государственного института театрального искусства имени А. В. Луначарский была одним из основателей Молодежного театра.
Асалбегим Саодатова скончалась 4 апреля 2021 года в Душанбе в возрасте 70 лет.

## Творчество

### Театр
Она сыграла много ролей в кино и театре. Особую популярность артистка завоевала благодаря роли «Аджузкампир» (таджикская версия Бабы-яги) в телепередаче советского периода «Алифбоджон, Алифбо!».

### Кино
Снялась в эпизоде в фильме «Одной жизни мало» (1974), в фильме «Семейные дела Гаюровых» (1975) она исполнила роль сестры Гаюровой Рукии Вохидовны.

## Примечание
1. ↑  Ҷашнҳои рӯзи 4 ноябр дар Тоҷикистон ва ҷаҳон (тадж.). Sputnik Tajik. Дата обращения: 5 апреля 2021. Архивировано 30 ноября 2020 года.
2. ↑  Скончалась народная артистка Таджикистана Асалбегим Саодатова. Asia-Plus (5 апреля 2021).
3. ↑  Скончалась таджикская «Баба Яга» Асалбегим Саодатова. Росбалт. Дата обращения: 5 апреля 2021. Архивировано 5 апреля 2021 года.
4. ↑  Асал Саодатова / Асал Саодатова | E-Kino (недоступная ссылка — история). e-kino.com.ua. Дата обращения: 5 апреля 2021.